# Баркас

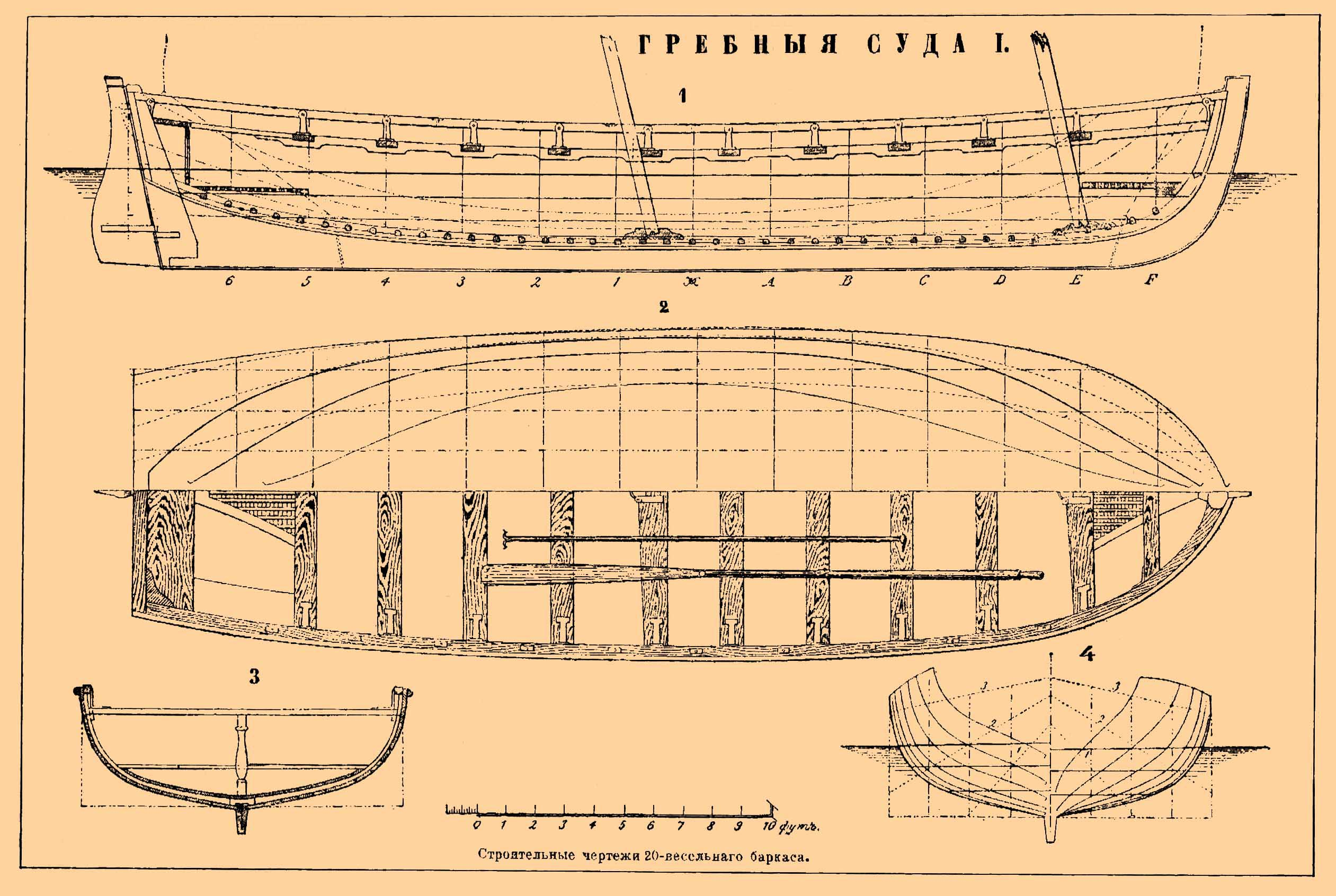
Кресленик корабельного баркаса, 20 весел

Баркáс (від фр. barcasse, утвореного від barque, що сходить до лат. barca, або від нім. Barkasse, що через нід. barkas теж сходить до barca) — судно невеликих розмірів певного призначення. Баркасами називають невеликі вантажні і пасажирські судна, а також великі шлюпки.

## Портове судно
Баркас — допоміжний пароплав або теплохід, який використовують для буксирування суден в порту та для дрібних перевезень. Також баркасом називають несамохідне дерев'яне річкове судно баржової будови (класу «А»), довжиною від 60 до 80 м, вантажопідйомністю 20—100 тонн; ніс і корма загострені; конструкція вельми міцна; бувають палубні, безпалубні і півпалубні з надбудовою.

## Шлюпка
Баркас — найбільша з суднових (корабельних) шлюпок довжиною від 9 до 12 метрів. Призначається для перевезення команд суден і вантажів в порту. Величина його залежить від величини корабля; має 14-22 весел. Півбаркас трохи менше, має 14-18 весел. Бувають також парові і моторні баркаси.
У часи вітрильного флоту баркас встановлювали на рострах, спираючи його кіль на дерев'яні колодки з вирізами — кіль-блоки. Пізніше стало застосовуватися кріплення біля борту за допомогою шлюпбалок.